# 九龍巴士296A線
九龍巴士296A線是香港一條來往尚德及牛頭角站的循環巴士線，途經將軍澳隧道及觀塘市中心，亦曾是九龍巴士眾多東九龍路線中服務時間最長的路線。

## 歷史
- 1998年3月6日，本線投入服務，初期是來往觀塘（裕民坊）的循環線，繞經運亨路及運隆路，總站位於寶康路近廣明苑。
- 1998年10月23日，總站遷往尚德巴士總站，但仍繞經運亨路及運隆路。
- 1998年12月5日，由尚德巴士總站開出後，改為右轉唐明街，取道寶順路直入將軍澳隧道公路。
- 1999年2月1日，改為來往牛頭角地鐵站的循環線，並取道觀塘道隧道來避開經常塞車的觀塘道迴旋處。
- 2015年9月5日：增設到站時間預報。[3]
- 2020年10月2日：往將軍澳方向加停將軍澳隧道巴士轉乘站，並增設八達通轉乘優惠。[4]
- 2021年5月1日：往九龍方向加停將軍澳隧道巴士轉乘站，並增設八達通轉乘優惠。[5]

## 服務時間及班次
| 尚德開           | 尚德開      | 尚德開       |
| 日期             | 服務時間    | 班次（分鐘） |
| ---------------- | ----------- | ------------ |
| 星期一至五       | 05:30-07:00 | 10           |
| 星期一至五       | 07:00-08:30 | 9            |
| 星期一至五       | 08:30-10:00 | 10           |
| 星期一至五       | 10:00-15:00 | 12           |
| 星期一至五       | 15:00-20:00 | 10           |
| 星期一至五       | 20:00-23:00 | 12           |
| 星期一至五       | 23:00-23:30 | 15           |
| 星期一至五       | 23:30-01:10 | 20           |
| 星期六           | 05:30-07:00 | 15           |
| 星期六           | 07:00-16:00 | 10           |
| 星期六           | 16:00-17:12 | 9            |
| 星期六           | 17:12-18:20 | 8/9          |
| 星期六           | 18:20-19:05 | 9            |
| 星期六           | 19:05-22:05 | 10           |
| 星期六           | 22:05-23:05 | 12           |
| 星期六           | 23:05-23:50 | 15           |
| 星期六           | 23:50-01:10 | 20           |
| 星期日及公眾假期 | 05:30-06:30 | 20           |
| 星期日及公眾假期 | 06:30-09:00 | 15           |
| 星期日及公眾假期 | 09:00-13:00 | 12           |
| 星期日及公眾假期 | 13:00-22:00 | 10           |
| 星期日及公眾假期 | 22:00-23:00 | 12           |
| 星期日及公眾假期 | 23:00-23:30 | 15           |
| 星期日及公眾假期 | 23:30-01:10 | 20           |

## 收費
全程：$5.6
| - 本線設有12歲以下小童及65歲或以上長者半價優惠。 - 65歲或以上香港居民使用「樂悠咭」，以及12歲以下合資格殘疾兒童使用「殘疾人士身份」個人八達通繳付車資，均可享有每程$2.0或半價（以較低者為準）的票價優惠；12至64歲合資格殘疾人士使用「殘疾人士身份」個人八達通（包括「樂悠咭」），以及60至64歲香港居民使用「樂悠咭」繳付車資，均可享有每程$2.0或全費（以較低者為準）的票價優惠。 - 65歲或以上長者如使用長者或一般個人八達通繳付車資，則只可享有半價優惠；12至64歲合資格殘疾人士如不使用「殘疾人士身份」個人八達通，以及60至64歲人士如不使用「樂悠咭」繳付車資，必須繳付全費。 - 乘客可以現金或八達通於上車時付款，不設找續。 - 每位成人乘客可免費攜帶最多兩名4歲以下而不佔座位的兒童乘客乘車，超額之4歲以下小童必須繳付小童車費乘車。 - 持有「九巴月票」之乘客在車票有效期內，每日可享最多10程任何九龍巴士及龍運巴士路線（包括本路線，以及聯營路線的九龍巴士／龍運巴士提供的班次；惟乘搭機場「A」及「NA」線則可享原價二七折優惠（不會計算每天10次合資格車程））；而B1線則每日可享最多各2程（不會計算每天10次合資格車程）。 - 九龍巴士、城巴、龍運巴士及陽光巴士全職員工及家屬（不包括外判職員）可免費乘搭本路線，惟必須拍職員或職員家屬八達通。 - 乘客亦可透過多元化電子支付系統（e度嘟）繳付車資，包括使用非接觸式VISA卡、JCB卡、萬事達卡、銀聯卡、美國運通、大來國際、Discover Card、Apple Pay、Google Pay、Samsung Pay、AlipayHK「易乘碼」、支付寶、WeChatHK／微信支付「搭車碼」、銀聯雲閃付「乘車碼」及BOC Pay「乘車碼」。乘客使用此付款方式，使用此支付方式的乘客可享有中途下車之分段收費，以及與其他九巴／龍運獨營路線或聯營線九巴／龍運班次之轉乘優惠，惟不適用於與非九巴／龍運路線之轉乘優惠，亦不能享有「公共交通費用補貼計劃」及「長者及合資格殘疾人士公共交通票價優惠計劃」。 |

### 八達通轉乘優惠
乘客登上本線後150分鐘內以同一張八達通卡轉乘以下路線，或從以下路線登車後150分鐘內以同一張八達通卡轉乘本線，次程可獲$4.2車資折扣優惠：
296A←→將軍澳區內路線
- 296A往尚德 → 91M任何方向、296M往康盛花園或298E往將軍澳工業邨
- 91M任何方向、296M往坑口站或298E往坑口站 → 296A往牛頭角站

註：如需轉乘91M或298E，需轉乘296M來往尚德及坑口。
296A←→九龍市區路線
- 296A往牛頭角站 → 1A、3D、11B、11C、11D、14、15/15X、16、17或215X往慈雲山／九龍城／油尖旺
- 1A、3D、11B、11C、11D、14、15、16、17或215X往觀塘／藍田 → 296A往尚德

296A←→新界區路線
- 296A往牛頭角站 → 38、40(A)、40P、42C、62X、74X/D/E/P/274X、80、80X、83X、88X、89B、89C、89D、89X、258D/P、259D、268C/A、(2)69C、277X/A或277E/P往新界
- 38、40(A)、40P、(X)42C、62X、74X/C/D/E/P、80(P)、80X、83X/A、88X、89B、89C、89D/P、89X、258D/A/P/S、259D、268C/A、(2)69C、277X/A或277E/P往九龍 → 296A往尚德

本線↔258D/259D可同時享用屯門公路轉車站轉乘優惠
本線↔69C/268A/268C/269C可同時享用大欖隧道轉乘優惠

## 使用車輛
現時本線使用1輛Enviro500 12米（ATEE）、3輛富豪B9TL 12米（AVBWU）及3輛亞歷山大丹尼士Enviro 500 MMC 12米（ATENU）雙層空調巴士，均屬將軍澳車廠。
| 車隊編號  | 車牌   |
| --------- | ------ |
| ATEE27    | RK3419 |
| AVBWU154  | PX9156 |
| AVBWU788  | VL7317 |
| AVBWU790  | VL8732 |
| ATENU289  | ST5648 |
| ATENU563  | TL6249 |
| ATENU1449 | VM1671 |

## 行車路線
經：尚德邨通道、唐明街、寶順路、將軍澳隧道公路、將軍澳隧道、將軍澳道、茶果嶺道、鯉魚門道、觀塘道、觀塘道下通道、觀塘道、支路（由觀塘道西行調頭往東行）、觀塘道、觀塘道下通道、鯉魚門道、將軍澳道、將軍澳隧道、將軍澳隧道公路、寶順路、唐明街及尚德邨通道，具體停站請參考資訊框。

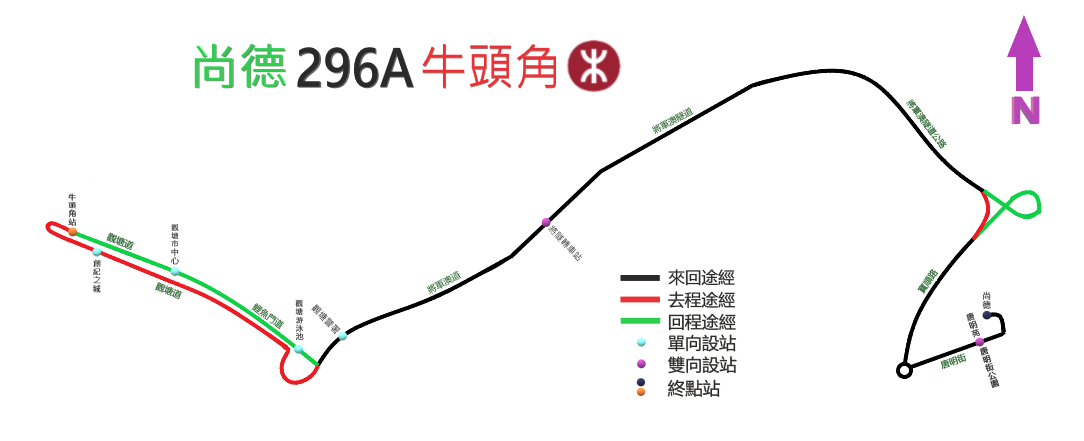
本線的走線圖

## 客量
作為「開荒牛」路線，296A對尚德邨、廣明苑有著重要地位。早年因將軍澳南交通未成熟，居民極依賴本線前往觀塘轉乘地鐵或其他巴士路線，客量高企。即使九巴和新巴陸續在區內開辦多條對外路線，地鐵將軍澳綫亦於2002年通車，仍未有動搖本線的地位。雖然尚德邨居民可步行至將軍澳站乘坐港鐵，但需在調景嶺站轉車，不如本線直達觀塘市中心般方便。此外，本線與大部分途經觀塘道及將軍澳隧道的九巴路線提供轉乘優惠，再加上班次頻密，至今仍深受居民歡迎。

## 外部連結
- 681巴士總站－九巴296A線 （页面存档备份，存于）
- i-busnet－九巴296A線 （页面存档备份，存于）